# Val Zebrù
La val Zebrù è una valle della Lombardia, in provincia di Sondrio, nel Parco nazionale dello Stelvio. È lunga 12 km ed è percorsa dal torrente Zebrù. La valle ospita camosci, cervi e stambecchi e in quota l'aquila reale e il gipeto.

## Monti
- Gran Zebrù - 3.857 m
- Monte Confinale - 3.370 m

## Rifugi
- Rifugio Quinto Alpini